# سحيل القارة (شبام)
'

تعديل مصدري - تعديل

سحيل القارة هي إحدى قرى عزلة شبام بمديرية شبام التابعة لمحافظة حضرموت، بلغ تعداد سكانها 875 نسمة حسب تعداد اليمن لعام 2004.